# Championnats du monde d'escrime 1973
Navigation
Édition précédente Édition suivante
Les championnats du monde 1973 se sont déroulés à Göteborg en Suède. Ils sont organisés par la Fédération suédoise d'escrime sous l’égide de la Fédération internationale d'escrime.
La compétition comprend cette année-là 8 épreuves (deux féminines et 6 masculines) :
- Féminines
  - Fleuret individuel
  - Fleuret par équipe
- Masculines
  - Fleuret individuel
  - Fleuret par équipe
  - Epée individuelle
  - Epée par équipe
  - Sabre individuel
  - Sabre par équipe

## Médaillés
| Épreuves           | Or | Argent | Bronze |
| ------------------ | --- | --- | --- |
| Épée               | | | |
| Hommes individuel  | Rolf Edling                                                                                             | Hans Jacobson | John Pezza                                                                                                 |
| Hommes par équipes | Allemagne de l'Ouest- Reinhold Behr - Joachim Peter - Hans-Jürgen Hehn - Joseph Szepesi - Harald Hein   | Hongrie- Sándor Erdős - Csaba Fenyvesi - Győző Kulcsár - Pál Schmitt - István Osztrics                                    | Union soviétique- Igor Valetov - Viktor Modzolevski - Boris Loukomski - Ashot Karagyan - Sergueï Paramonov |
| Fleuret            | | | |
| Hommes individuel  | Christian Noël                                                                                          | Youri Tchish | Jenő Kamuti                                                                                                |
| Hommes par équipes | Union soviétique- Vasyl Stankovych - Vladimir Denisov - Youri Tchish - Sergey Isakov - Anatoli Koteshev | Allemagne de l'Ouest- Thomas Bach - Matthias Behr - Harald Hein - Klaus Reichert - Thomas Jäger                           | Pologne- Marek Dąbrowski - Witold Woyda - Leszek Martewicz - Lech Koziejowski - Arkadiusz Godel            |
| Femmes individuel  | Valentina Nikonova                                                                                      | Ildikó Schwarczenberger                                                                                                   | Ildikó Rejtő                                                                                               |
| Femmes par équipes | Hongrie- Ildikó Bóbis - Mária Szolnoki - Ildikó Rejtő - Ildikó Schwarczenberger - Magda Maros           | Union soviétique- Soya Gyerasinskaya - Olga Knyazeva - Valentina Nikonova - Valentina Bourochkina - Elena Novikova-Belova | Roumanie- Ana Pascu - Ecaterina Stahl - Suzana Ardeleanu - Magdalena Bartoș - Ileana Gyulai                |
| Sabre              | | | |
| Hommes individuel  | Mario Aldo Montano                                                                                      | Viktor Sidyak | Vladimir Nazlymov                                                                                          |
| Hommes par équipes | Hongrie- Tamás Kovács - Attila Kovács - Péter Marót - Pál Gerevich - Ferenc Hammang                     | Union soviétique- Viktor Sidyak - Vladimir Nazlymov - Edouard Vinokurov - Viktor Krovopouskov - Vladimir Pavlenko         | Italie- Mario Aldo Montano - Rolando Rigoli - Michele Maffei - Cesare Salvadori - Mario Tullio Montano     |

## Tableau des médailles
| Rang | Nation               | Or | Argent | Bronze | Total |
| ---- | -------------------- | -- | ------ | ------ | ----- |
| 1    | Union soviétique     | 2  | 4      | 2      | 8     |
| 2    | Hongrie              | 2  | 2      | 2      | 6     |
| 3    | Allemagne de l'Ouest | 1  | 1      | 0      | 2     |
| 4    | Suède                | 1  | 1      | 0      | 2     |
| 5    | Italie               | 1  | 0      | 2      | 3     |
| 6    | France               | 1  | 0      | 0      | 1     |
| 7    | Pologne              | 0  | 0      | 1      | 1     |
| 8    | Roumanie             | 0  | 0      | 1      | 1     |